# DEUXISM
《DEUXISM》은 대한민국의 힙합 듀오 듀스의 두 번째 정규 음반이다. 〈우리는〉이 대중적 히트를 거뒀고, 뉴 잭 스윙의 지향을 발전시키며 록, 펑크, 가요풍 멜로디와 접목해 송라이터인 리더 이현도의 음악적 매력을 완성한 작품이다.

## 배경
첫 음반의 반응이 늦었던 탓에, 총 13트랙으로 구성한 2집 작업은 방송 활동을 병행하면서 진행했다. 이현도는 1집과 마찬가지로 2집의 모든 트랙을 랩 파트를 포함해 작사, 작곡, 편곡했다. 김성재도 전작과 마찬가지로 음반 전반의 패션 구성을 전담했다.
전작에서 기타 세션과 색소폰 솔로로 참여했던 손무현과 이정식은 이 음반에서도 자신의 역할에 충실했다. 특히 데뷔작에 이어 이 음반에서도 두 멤버의 보컬 디렉터를 맡은 정연준은 듀오 모래시계와 더불어 드라마 《파일럿》의 주제가, 그리고 솔로 음반에서 R&B로 음악적 지향을 보인 후 그룹 업타운으로 주목받았다.

## 수록곡
- 전체 작사·작곡·편곡: 이현도

| #   | 제목                       | 재생 시간 |
| --- | -------------------------- | --------- |
| 1.  | 〈Here We Come !〉         | 1:12      |
| 2.  | 〈그대 지금 다시〉         | 3:55      |
| 3.  | 〈無題〉                   | 4:00      |
| 4.  | 〈빗속에서〉               | 4:02      |
| 5.  | 〈Go! Go! Go!〉 (with H2O) | 4:04      |
| 6.  | 〈힘들어〉                 | 4:05      |
| 7.  | 〈개성〉                   | 4:04      |
| 8.  | 〈그때〉                   | 4:18      |
| 9.  | 〈약한 남자〉              | 3:52      |
| 10. | 〈또 하나의 슬픔〉         | 4:00      |
| 11. | 〈우리는〉                 | 3:34      |
| 12. | 〈너만을 위한〉            | 3:55      |
| 13. | 〈Prelude - 난...〉        | 1:39      |